# Denkmalgeschützte Objekte im Okres Tvrdošín

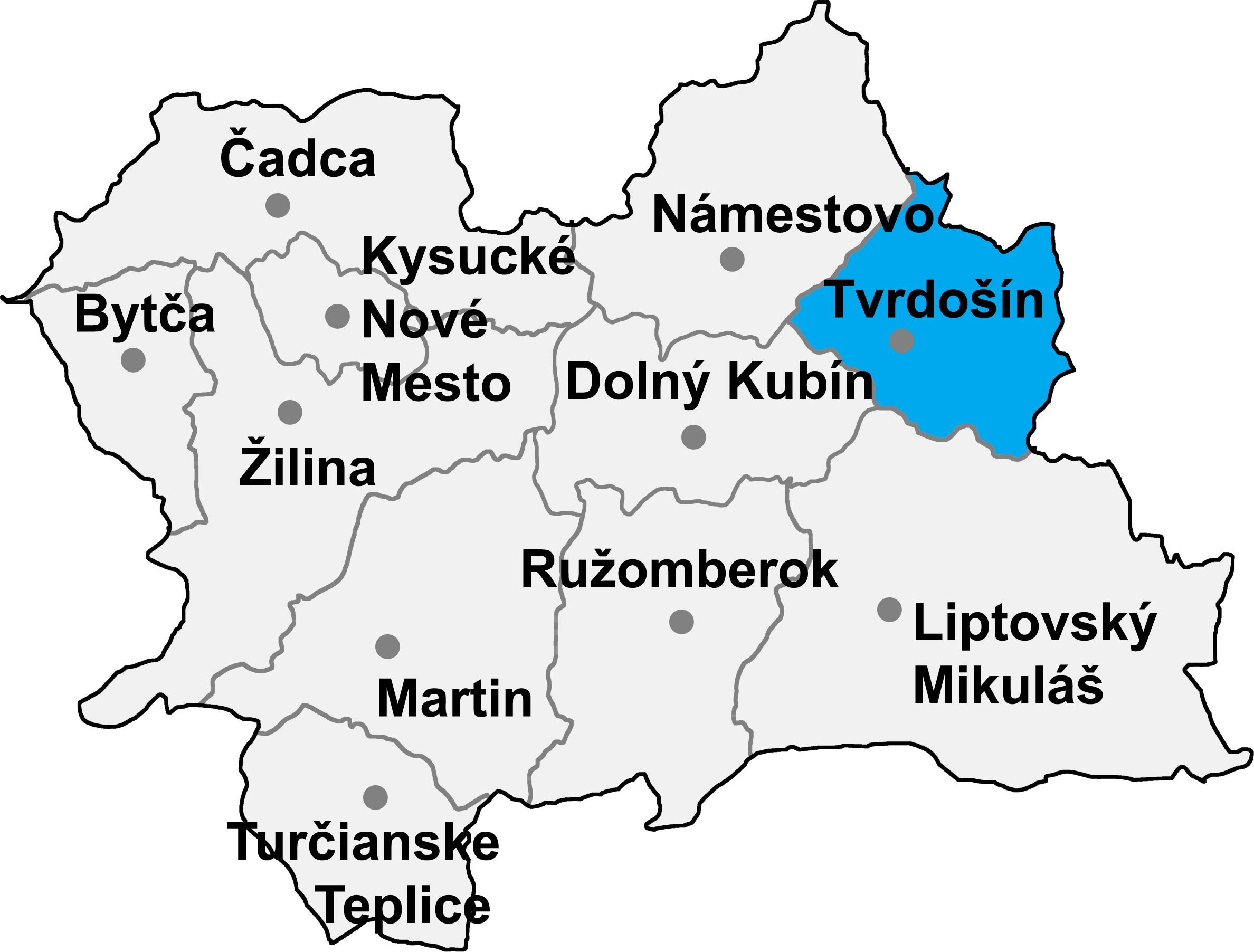

Im Okres Tvrdošín bestehen 105 denkmalgeschützte Objekte. Die unten angeführte Liste führt zu den Gemeindelisten und gibt die Anzahl der Objekte an. In Gemeinden, die nicht verlinkt sind, existieren keine geschützten Objekte.
| Gemeindeliste         | Objektanzahl |
| --------------------- | ------------ |
| Brezovica (Bresowitz) | 0            |
| Čimhová               | 1            |
| Habovka               | 1            |
| Hladovka              | 2            |
| Liesek                | 0            |
| Nižná                 | 6            |
| Oravský Biely Potok   | 1            |
| Podbiel               | 55           |
| Suchá Hora            | 4            |
| Štefanov nad Oravou   | 2            |
| Trstená               | 12           |
| Tvrdošín (Turdoschin) | 12           |
| Vitanová              | 3            |
| Zábiedovo             | 2            |
| Zuberec               | 5            |